# جيك لايمان
جيك لايمان (بالإنجليزية: Jake Layman)‏ مواليد 7 مارس 1994 في نوروود، هو لاعب كرة سلة أمريكي. بدأ مسيرته الاحترافية في سنة 2016. تم اختياره من قبل فريق أورلاندو ماجيك خلال الدرافت. يلعب مع بورتلاند ترايل بلايزرز في الرابطة الوطنية لكرة السلة. يحمل الرقم 10. يبلغ طوله 6 قدم 9 بوصة (2.1 م).

## إحصائيات المسيرة

### الموسم الاعتيادي
| السنة   | الفريق                 | لعب | بدأ | دقيقة | ميداني% | ثلاثية | حرة  | ارتداد | صنع | استلاب | تصدي | نقطة |
| ------- | ---------------------- | --- | --- | ----- | ------- | ------ | ---- | ------ | --- | ------ | ---- | ---- |
| 2016–17 | بورتلاند ترايل بلايزرز | 35  | 1   | 7.1   | .292    | .255   | .765 | .7     | .3  | .3     | .1   | 2.2  |
| المسيرة | المسيرة                | 35  | 1   | 7.1   | .292    | .255   | .765 | .7     | .3  | .3     | .1   | 2.2  |

### الأدوار الإقصائية
| السنة   | الفريق                 | لعب | بدأ | دقيقة | ميداني% | ثلاثية | حرة  | ارتداد | صنع | استلاب | تصدي | نقطة |
| ------- | ---------------------- | --- | --- | ----- | ------- | ------ | ---- | ------ | --- | ------ | ---- | ---- |
| 2017    | بورتلاند ترايل بلايزرز | 2   | 0   | 8.0   | .500    | 1.000  | .500 | .5     | .5  | .5     | .0   | 3.0  |
| المسيرة | المسيرة                | 2   | 0   | 8.0   | .500    | 1.000  | .500 | .5     | .5  | .5     | .0   | 3.0  |

## روابط خارجية
- جيك لايمان على موقع الاتحاد الدولي لكرة السلة (الإنجليزية)
- جيك لايمان على موقع إن بي أي (الإنجليزية)
- جيك لايمان على موقع دوري كرة السلة الياباني للمحترفين (اليابانية)
- جيك لايمان على موقع سبورتس رفرنس (الإنجليزية)
- جيك لايمان على موقع كرة السلة الأوروبية.كوم (الإنجليزية)
- جيك لايمان على موقع DraftExpress.com (الإنجليزية)
- جيك لايمان على موقع إي إس بي إن.كوم (الإنجليزية)
- جيك لايمان على موقع كلية كرة السلة في سبورتس رفرنس.كوم (الإنجليزية)
- جيك لايمان على موقع ريلجم (الإنجليزية)
- جيك لايمان على موقع بروبوليرز (الإنجليزية)